# Saison 2024-2025 du Jazz de l'Utah
La saison 2024-2025 du Jazz de l'Utah est la 51e saison de la franchise en National Basketball Association (NBA) et la 46e saison dans la ville de Salt Lake City.
Le 10 mars, le Jazz est éliminé de la course aux playoffs après une défaite contre les Celtics de Boston (108-111).

## Draft
| Tour | Choix | Joueur          | Poste | Nationalité | Provenance            |
| ---- | ----- | --------------- | ----- | ----------- | --------------------- |
| 1    | 10    | Cody Williams   | SG/SF | États-Unis  | Buffaloes du Colorado |
| 1    | 29    | Isaiah Collier  | PG    | États-Unis  | Trojans de l'USC      |
| 2    | 32    | Kyle Filipowski | PF/C  | États-Unis  | Blue Devils de Duke   |

## Matchs

### Summer League
| Summer League Total: 5-3 |

| Match | Date match | Équipe        | Score        | Meilleur marqueur           | Meilleur rebondeur  | Meilleur passeur       | Lieux Spectateurs  | Série |
| ----- | ---------- | ------------- | ------------ | --------------------------- | ------------------- | ---------------------- | ------------------ | ----- |
| 1     | 8 juillet  | Memphis       | V 97-95 (OT) | Keyonte George (30)         | Darius Bazley (9)   | Isaiah Collier (6)     | Delta Center 8 572 | 1 - 0 |
| 2     | 9 juillet  | Oklahoma City | D 75-98      | Lofton Jr., Sensabaugh (18) | Darius Bazley (8)   | Kenneth Lofton Jr. (4) | Delta Center 8 583 | 1 - 1 |
| 3     | 10 juillet | Philadelphie  | V 93-85      | Keyonte George (31)         | Walker Kessler (15) | Keyonte George (5)     | Delta Center 8 908 | 2 - 1 |

| Match | Date match | Équipe        | Score    | Meilleur marqueur     | Meilleur rebondeur   | Meilleur passeur      | Lieux Spectateurs      | Série |
| ----- | ---------- | ------------- | -------- | --------------------- | -------------------- | --------------------- | ---------------------- | ----- |
| 1     | 13 juillet | Dallas        | V 90-89  | Cody Williams (21)    | Taylor Hendricks (8) | Isaiah Collier (7)    | Cox Pavilion 0         | 1 - 0 |
| 2     | 15 juillet | Sacramento    | D 70-82  | Cody Williams (14)    | Bacot, Collier (6)   | Isaiah Collier (3)    | Cox Pavilion 0         | 1 - 1 |
| 3     | 17 juillet | Toronto       | V 86-76  | Taylor Hendricks (23) | Taylor Hendricks (9) | Isaiah Collier (5)    | Thomas & Mack Center 0 | 2 - 1 |
| 4     | 18 juillet | L.A. Clippers | D 88-105 | Isaiah Collier (20)   | Bacot, Kinsey (6)    | Collier, Williams (3) | Cox Pavilion 0         | 2 - 2 |
| 5     | 21 juillet | Détroit       | V 97-87  | Kyle Filipowski (26)  | Kyle Filipowski (11) | Taevion Kinsey (7)    | Thomas & Mack Center 0 | 3 - 2 |

### Pré-saison
| Pré-saison Total: 4-2 (Domicile : 3-0; Extérieur : 1-2) |

| Match | Date match | Équipe               | Score     | Meilleur marqueur     | Meilleur rebondeur      | Meilleur passeur    | Lieux Spectateurs               | Série |
| ----- | ---------- | -------------------- | --------- | --------------------- | ----------------------- | ------------------- | ------------------------------- | ----- |
| 1     | 4 octobre  | New Zealand Breakers | V 116-87  | Johnny Juzang (19)    | Walker Kessler (9)      | Isaiah Collier (6)  | Delta Center 14 121             | 1 - 0 |
| 2     | 7 octobre  | Houston              | V 122-113 | Lauri Markkanen (17)  | Collins, Sensabaugh (7) | Collins, George (4) | Delta Center 14 288             | 2 - 0 |
| 3     | 10 octobre | @ Dallas             | V 107-102 | Lauri Markkanen (26)  | Walker Kessler (15)     | Isaiah Collier (7)  | American Airlines Center 19 210 | 3 - 0 |
| 4     | 12 octobre | @ San Antonio        | D 120-126 | Collin Sexton (24)    | Walker Kessler (9)      | Collin Sexton (8)   | Frost Bank Center 17 635        | 3 - 1 |
| 5     | 15 octobre | Sacramento           | V 117-114 | Keyonte George (24)   | Walker Kessler (9)      | Collin Sexton (6)   | Delta Center 14 976             | 4 - 1 |
| 6     | 18 octobre | @ Portland           | D 86-124  | Brice Sensabaugh (13) | Walker Kessler (6)      | Kyle Filipowski (4) | Moda Center 15 806              | 4 - 2 |

### Saison régulière
| Saison régulière Total: 17-65 (Domicile : 9-31; Extérieur : 8-34) |

| Match | Date match | Équipe       | Score     | Meilleur marqueur    | Meilleur rebondeur      | Meilleur passeur     | Lieux Spectateurs               | Série |
| ----- | ---------- | ------------ | --------- | -------------------- | ----------------------- | -------------------- | ------------------------------- | ----- |
| 1     | 23 octobre | Memphis      | D 124-126 | Lauri Markkanen (35) | Walker Kessler (14)     | Clarkson, George (7) | Delta Center 18 175             | 0 - 1 |
| 2     | 25 octobre | Golden State | D 86-127  | John Collins (14)    | Walker Kessler (9)      | John Collins (4)     | Delta Center 18 175             | 0 - 2 |
| 3     | 28 octobre | @ Dallas     | D 102-110 | Collin Sexton (23)   | Walker Kessler (11)     | Keyonte George (5)   | American Airlines Center 19 811 | 0 - 3 |
| 4     | 29 octobre | Sacramento   | D 96-113  | Jordan Clarkson (21) | Filipowski, Kessler (8) | Keyonte George (11)  | Delta Center 18 175             | 0 - 4 |
| 5     | 31 octobre | San Antonio  | D 88-106  | Collin Sexton (16)   | Collins, Kessler (11)   | Keyonte George (5)   | Delta Center 18 175             | 0 - 5 |

| Match                                  | Date match  | Équipe          | Score     | Meilleur marqueur    | Meilleur rebondeur   | Meilleur passeur       | Lieux Spectateurs        | Série  |
| -------------------------------------- | ----------- | --------------- | --------- | -------------------- | -------------------- | ---------------------- | ------------------------ | ------ |
| 6                                      | 2 novembre  | @ Denver        | D 103-129 | Walker Kessler (18)  | Walker Kessler (14)  | Keyonte George (8)     | Ball Arena 19 702        | 0 - 6  |
| 7                                      | 4 novembre  | @ Chicago       | V 135-126 | Keyonte George (33)  | Walker Kessler (16)  | Keyonte George (9)     | United Center 19 621     | 1 - 6  |
| 8                                      | 7 novembre  | @ Milwaukee     | D 100-123 | Jordan Clarkson (18) | Walker Kessler (8)   | Collin Sexton (7)      | Fiserv Forum 17 341      | 1 - 7  |
| 9                                      | 9 novembre  | @ San Antonio   | V 111-110 | Collin Sexton (23)   | John Collins (10)    | Kyle Filipowski (6)    | Frost Bank Center 18 354 | 2 - 7  |
| 10                                     | 12 novembre | Phoenix*        | D 112-120 | John Collins (29)    | John Collins (10)    | Jordan Clarkson (8)    | Delta Center 18 175      | 2 - 8  |
| 11                                     | 14 novembre | Dallas          | V 115-113 | John Collins (28)    | John Collins (9)     | Keyonte George (6)     | Delta Center 18 175      | 3 - 8  |
| 12                                     | 16 novembre | @ Sacramento    | D 117-121 | Lauri Markkanen (25) | John Collins (8)     | Jordan Clarkson (5)    | Golden 1 Center 16 568   | 3 - 9  |
| 13                                     | 17 novembre | @ L.A. Clippers | D 105-116 | Jordan Clarkson (21) | Lauri Markkanen (10) | Isaiah Collier (8)     | Intuit Dome 15 500       | 3 - 10 |
| 14                                     | 19 novembre | @ L.A. Lakers*  | D 118-124 | Lauri Markkanen (25) | Trois joueurs (8)    | Filipowski, George (6) | Crypto.com Arena 18 997  | 3 - 11 |
| 15                                     | 21 novembre | @ San Antonio   | D 118-126 | Lauri Markkanen (27) | John Collins (14)    | Isaiah Collier (6)     | Frost Bank Center 17 087 | 3 - 12 |
| 16                                     | 23 novembre | New York        | V 121-106 | Lauri Markkanen (34) | John Collins (13)    | Keyonte George (9)     | Delta Center 18 175      | 4 - 12 |
| 17                                     | 26 novembre | San Antonio*    | D 115-128 | Keyonte George (26)  | John Collins (13)    | Keyonte George (6)     | Delta Center 18 175      | 4 - 13 |
| 18                                     | 27 novembre | Denver          | D 103-122 | Collin Sexton (26)   | Micah Potter (16)    | Walker Kessler (5)     | Delta Center 18 175      | 4 - 14 |
| 19                                     | 30 novembre | Dallas          | D 94-106  | Lauri Markkanen (19) | Walker Kessler (10)  | Keyonte George (8)     | Delta Center 18 175      | 4 - 15 |
| *Matchs comptant pour la NBA Cup 2024. |             |                 |           |                      |                      |                        |                          |        |

| Match                                 | Date match   | Équipe           | Score     | Meilleur marqueur    | Meilleur rebondeur   | Meilleur passeur     | Lieux Spectateurs                 | Série  |
| ------------------------------------- | ------------ | ---------------- | --------- | -------------------- | -------------------- | -------------------- | --------------------------------- | ------ |
| 20                                    | 1er décembre | L.A. Lakers      | D 104-105 | Lauri Markkanen (22) | Walker Kessler (11)  | Johnny Juzang (5)    | Delta Center 18 175               | 4 - 16 |
| 21                                    | 3 décembre   | @ Oklahoma City* | D 106-133 | Kessler, Sexton (17) | Walker Kessler (11)  | Keyonte George (5)   | Paycom Center 17 711              | 4 - 17 |
| 22                                    | 6 décembre   | @ Portland       | V 141-99  | Johnny Juzang (22)   | Walker Kessler (17)  | Collier, Sexton (7)  | Moda Center 16 446                | 5 - 17 |
| 23                                    | 8 décembre   | @ Sacramento     | D 97-141  | Keyonte George (25)  | Walker Kessler (14)  | Keyonte George (6)   | Golden 1 Center 15 706            | 5 - 18 |
| 24                                    | 13 décembre  | Phoenix          | D 126-134 | Jordan Clarkson (23) | Trois joueurs (6)    | Keyonte George (9)   | Delta Center 18 175               | 5 - 19 |
| 25                                    | 16 décembre  | @ L.A. Clippers  | D 107-144 | Jordan Clarkson (20) | Walker Kessler (7)   | Keyonte George (7)   | Intuit Dome 14 651                | 5 - 20 |
| 26                                    | 19 décembre  | @ Détroit        | V 126-119 | Collin Sexton (30)   | Lauri Markkanen (14) | Collin Sexton (7)    | Little Caesars Arena 18 022       | 6 - 20 |
| 27                                    | 21 décembre  | @ Brooklyn       | V 105-94  | Lauri Markkanen (21) | John Collins (11)    | Jordan Clarkson (8)  | Barclays Center 17 926            | 7 - 20 |
| 28                                    | 23 décembre  | @ Cleveland      | D 113-124 | Lauri Markkanen (26) | Walker Kessler (16)  | Clarkson, Sexton (5) | Rocket Mortgage FieldHouse 19 432 | 7 - 21 |
| 29                                    | 26 décembre  | @ Portland       | D 120-122 | Lauri Markkanen (25) | Walker Kessler (16)  | Collin Sexton (11)   | Moda Center 16 934                | 7 - 22 |
| 30                                    | 28 décembre  | Philadelphie     | D 111-114 | Lauri Markkanen (23) | Walker Kessler (11)  | Collin Sexton (8)    | Delta Center 18 175               | 7 - 23 |
| 31                                    | 30 décembre  | Denver           | D 121-132 | Jordan Clarkson (24) | Walker Kessler (13)  | Keyonte George (6)   | Delta Center 18 175               | 7 - 24 |
| *Match comptant pour la NBA Cup 2024. |              |                  |           |                      |                      |                      |                                   |        |

| Match | Date match  | Équipe                | Score          | Meilleur marqueur      | Meilleur rebondeur   | Meilleur passeur    | Lieux Spectateurs            | Série   |
| ----- | ----------- | --------------------- | -------------- | ---------------------- | -------------------- | ------------------- | ---------------------------- | ------- |
| 32    | 1er janvier | @ New York            | D 103-119      | Clarkson, Sexton (25)  | Lauri Markkanen (10) | Keyonte George (6)  | Madison Square Garden 19 812 | 7 - 25  |
| 33    | 4 janvier   | @ Miami               | V 136-100      | Brice Sensabaugh (34)  | Walker Kessler (16)  | Collin Sexton (8)   | Kaseya Center 19 934         | 8 - 25  |
| 34    | 5 janvier   | @ Orlando             | V 105-92       | Brice Sensabaugh (27)  | Walker Kessler (17)  | Isaiah Collier (6)  | Kia Center 19 198            | 9 - 25  |
| 35    | 7 janvier   | Atlanta               | D 121-124      | Lauri Markkanen (35)   | Walker Kessler (10)  | Isaiah Collier (9)  | Delta Center 18 175          | 9 - 26  |
| 36    | 9 janvier   | Miami                 | D 92-97        | Markkanen, Sexton (23) | Walker Kessler (15)  | Isaiah Collier (9)  | Delta Center 18 175          | 9 - 27  |
| 37    | 11 janvier  | @ Phoenix             | D 106-114      | Lauri Markkanen (24)   | Walker Kessler (13)  | Isaiah Collier (8)  | Footprint Center 17 071      | 9 - 28  |
| 38    | 12 janvier  | Brooklyn              | V 112-111 (OT) | Isaiah Collier (23)    | Drew Eubanks (9)     | Isaiah Collier (7)  | Delta Center 18 175          | 10 - 28 |
| 39    | 15 janvier  | Charlotte             | D 112-117      | Keyonte George (26)    | Eubanks, Kessler (8) | Isaiah Collier (10) | Delta Center 18 175          | 10 - 29 |
| 40    | 17 janvier  | @ La Nouvelle-Orléans | D 123-136      | Keyonte George (26)    | Collier, Eubanks (7) | Isaiah Collier (11) | Smoothie King Center 18 321  | 10 - 30 |
| 41    | 20 janvier  | @ La Nouvelle-Orléans | D 119-123 (OT) | Keyonte George (23)    | Kyle Filipowski (17) | Isaiah Collier (11) | Smoothie King Center 14 830  | 10 - 31 |
| 42    | 22 janvier  | @ Oklahoma City       | D 114-123      | John Collins (22)      | Walker Kessler (15)  | Keyonte George (10) | Paycom Center 17 509         | 10 - 32 |
| 43    | 25 janvier  | @ Memphis             | D 103-125      | Collin Sexton (20)     | Walker Kessler (10)  | Isaiah Collier (8)  | FedExForum 17 011            | 10 - 33 |
| 44    | 27 janvier  | Milwaukee             | D 110-125      | Markkanen, Sexton (19) | Drew Eubanks (10)    | Isaiah Collier (8)  | Delta Center 18 175          | 10 - 34 |
| 45    | 28 janvier  | @ Golden State        | D 103-114      | Collin Sexton (30)     | Micah Potter (7)     | Isaiah Collier (8)  | Chase Center 18 064          | 10 - 35 |
| 46    | 30 janvier  | Minnesota             | D 113-138      | Keyonte George (23)    | Walker Kessler (8)   | Isaiah Collier (7)  | Delta Center 18 175          | 10 - 36 |

| Match                  | Date match  | Équipe          | Score          | Meilleur marqueur          | Meilleur rebondeur       | Meilleur passeur    | Lieux Spectateurs       | Série   |
| ---------------------- | ----------- | --------------- | -------------- | -------------------------- | ------------------------ | ------------------- | ----------------------- | ------- |
| 47                     | 1er février | Orlando         | V 113-99       | Collin Sexton (22)         | Walker Kessler (15)      | Collin Sexton (8)   | Delta Center 18 175     | 11 - 36 |
| 48                     | 3 février   | Indiana         | D 111-112      | Clarkson, Collins (21)     | Walker Kessler (13)      | Keyonte George (11) | Delta Center 18 175     | 11 - 37 |
| 49                     | 5 février   | Golden State    | V 131-128      | Jordan Clarkson (31)       | Walker Kessler (18)      | Isaiah Collier (11) | Delta Center 18 175     | 12 - 37 |
| 50                     | 7 février   | @ Phoenix       | D 127-135 (OT) | John Collins (21)          | Walker Kessler (22)      | Isaiah Collier (13) | Footprint Center 17 071 | 12 - 38 |
| 51                     | 8 février   | @ L.A. Clippers | D 111-130      | Jordan Clarkson (24)       | Kyle Filipowski (8)      | Isaiah Collier (9)  | Intuit Dome 15 892      | 12 - 39 |
| 52                     | 10 février  | @ L.A. Lakers   | D 113-132      | Collins, Markkanen (17)    | Walker Kessler (12)      | Isaiah Collier (10) | Crypto.com Arena 18 997 | 12 - 40 |
| 53                     | 12 février  | L.A. Lakers     | V 131-119      | Lauri Markkanen (32)       | Jordan Clarkson (9)      | Keyonte George (10) | Delta Center 18 175     | 13 - 40 |
| 54                     | 13 février  | L.A. Clippers   | D 116-120 (OT) | Filipowski, Markkanen (20) | Kyle Filipowski (10)     | Keyonte George (9)  | Delta Center 18 175     | 13 - 41 |
| NBA All-Star Game 2025 |             |                 |                |                            |                          |                     |                         |         |
| 55                     | 21 février  | Oklahoma City   | D 107-130      | John Collins (26)          | Walker Kessler (19)      | Isaiah Collier (12) | Delta Center 18 175     | 13 - 42 |
| 56                     | 22 février  | Houston         | V 124-115      | Keyonte George (30)        | Walker Kessler (17)      | Isaiah Collier (10) | Delta Center 18 175     | 14 - 42 |
| 57                     | 24 février  | Portland        | D 112-114      | George, Sensabaugh (21)    | Kyle Filipowski (11)     | Trois joueurs (5)   | Delta Center 18 175     | 14 - 43 |
| 58                     | 26 février  | Sacramento      | D 101-118      | Walker Kessler (25)        | Walker Kessler (14)      | Isaiah Collier (7)  | Delta Center 18 175     | 14 - 44 |
| 59                     | 28 février  | Minnesota       | V 117-116      | John Collins (29)          | Filipowski, Kessler (13) | Isaiah Collier (14) | Delta Center 18 175     | 15 - 44 |

| Match | Date match | Équipe              | Score     | Meilleur marqueur      | Meilleur rebondeur        | Meilleur passeur           | Lieux Spectateurs         | Série   |
| ----- | ---------- | ------------------- | --------- | ---------------------- | ------------------------- | -------------------------- | ------------------------- | ------- |
| 60    | 2 mars     | La Nouvelle-Orléans | D 121-128 | Keyonte George (28)    | Oscar Tshiebwe (13)       | Isaiah Collier (8)         | Delta Center 18 175       | 15 - 45 |
| 61    | 3 mars     | Détroit             | D 106-134 | Kyle Filipowski (25)   | Walker Kessler (9)        | Sviatoslav Mykhaïliouk (4) | Delta Center 18 175       | 15 - 46 |
| 62    | 5 mars     | @ Washington        | D 122-125 | Johnny Juzang (27)     | Filipowski, Tshiebwe (13) | Collier, Mykhaïliouk (6)   | Capital One Arena 14 761  | 15 - 47 |
| 63    | 7 mars     | @ Toronto           | D 109-118 | George, Kessler (18)   | Walker Kessler (25)       | Keyonte George (8)         | Scotiabank Arena 18 258   | 15 - 48 |
| 64    | 9 mars     | @ Philadelphie      | D 122-126 | Keyonte George (25)    | Trois joueurs (7)         | Isaiah Collier (10)        | Wells Fargo Center 19 757 | 15 - 49 |
| 65    | 10 mars    | @ Boston            | D 108-114 | John Collins (28)      | Collins, Kessler (10)     | Collin Sexton (13)         | TD Garden 19 156          | 15 - 50 |
| 66    | 12 mars    | @ Memphis           | D 115-122 | Collins, Sexton (22)   | Walker Kessler (14)       | Collin Sexton (7)          | FedExForum 16 232         | 15 - 51 |
| 67    | 14 mars    | Toronto             | D 118-126 | Jordan Clarkson (19)   | Kyle Filipowski (11)      | Isaiah Collier (8)         | Delta Center 18 175       | 15 - 52 |
| 68    | 16 mars    | @ Minnesota         | D 102-128 | Collin Sexton (22)     | Walker Kessler (19)       | Isaiah Collier (6)         | Target Center 18 978      | 15 - 53 |
| 69    | 17 mars    | Chicago             | D 97-111  | George, Markkanen (16) | Walker Kessler (12)       | Isaiah Collier (8)         | Delta Center 18 175       | 15 - 54 |
| 70    | 19 mars    | Washington          | D 128-112 | Kyle Filipowski (21)   | Oscar Tshiebwe (10)       | Isaiah Collier (6)         | Delta Center 18 175       | 16 - 54 |
| 71    | 21 mars    | Boston              | D 99-121  | Collin Sexton (30)     | Walker Kessler (11)       | Keyonte George (7)         | Delta Center 18 175       | 16 - 55 |
| 72    | 23 mars    | Cleveland           | D 91-120  | Kyle Filipowski (18)   | Filipowski, Kessler (13)  | Keyonte George (7)         | Delta Center 18 175       | 16 - 56 |
| 73    | 25 mars    | Memphis             | D 103-140 | Isaiah Collier (21)    | Walker Kessler (9)        | Trois joueurs (5)          | Delta Center 18 175       | 16 - 57 |
| 74    | 27 mars    | Houston             | D 110-121 | Collin Sexton (21)     | Walker Kessler (9)        | Keyonte George (8)         | Delta Center 18 175       | 16 - 58 |
| 75    | 28 mars    | @ Denver            | D 93-129  | Collin Sexton (20)     | Kyle Filipowski (13)      | Isaiah Collier (7)         | Ball Arena 19 905         | 16 - 59 |
| 76    | 31 mars    | @ Charlotte         | D 106-110 | Keyonte George (20)    | Kyle Filipowski (13)      | Isaiah Collier (7)         | Spectrum Center 14 410    | 16 - 60 |

| Match | Date match | Équipe        | Score          | Meilleur marqueur           | Meilleur rebondeur    | Meilleur passeur    | Lieux Spectateurs            | Série   |
| ----- | ---------- | ------------- | -------------- | --------------------------- | --------------------- | ------------------- | ---------------------------- | ------- |
| 77    | 2 avril    | @ Houston     | D 105-143      | Isaiah Collier (22)         | Walker Kessler (12)   | Isaiah Collier (10) | Toyota Center 18 055         | 16 - 61 |
| 78    | 4 avril    | @ Indiana     | D 112-140      | Collin Sexton (27)          | Brice Sensabaugh (10) | Collier, George (5) | Gainbridge Fieldhouse 17 274 | 16 - 62 |
| 79    | 6 avril    | @ Atlanta     | D 134-147      | Collin Sexton (27)          | Kyle Filipowski (9)   | Isaiah Collier (12) | State Farm Arena 16 331      | 16 - 63 |
| 80    | 9 avril    | Portland      | V 133-126 (OT) | Kyle Filipowski (30)        | Kyle Filipowski (18)  | Keyonte George (6)  | Delta Center 18 175          | 17 - 63 |
| 81    | 11 avril   | Oklahoma City | D 111-145      | Sviatoslav Mykhaïliouk (27) | Oscar Tshiebwe (14)   | Keyonte George (8)  | Delta Center 18 175          | 17 - 64 |
| 82    | 13 avril   | @ Minnesota   | D 105-116      | Brice Sensabaugh (22)       | Oscar Tshiebwe (12)   | Keyonte George (7)  | Target Center 18 978         | 17 - 65 |

### Confrontations en saison régulière
| Conférence Est      | Conférence Est                             | Conférence Est                             | Conférence Ouest                           | Conférence Ouest                           | Conférence Ouest                           | Conférence Ouest                           | Conférence Ouest                           | Conférence Ouest                           |
| Division Atlantique | Division Atlantique                        | Division Atlantique                        | Division Nord-Ouest                        | Division Nord-Ouest                        | Division Nord-Ouest                        | Division Nord-Ouest                        | Division Nord-Ouest                        | Division Nord-Ouest                        |
| Équipe              | Domicile                                   | Extérieur                                  | Équipe                                     | Domicile                                   | Domicile                                   | Extérieur                                  | Extérieur                                  | Extérieur                                  |
| ------------------- | ------------------------------------------ | ------------------------------------------ | ------------------------------------------ | ------------------------------------------ | ------------------------------------------ | ------------------------------------------ | ------------------------------------------ | ------------------------------------------ |
| Boston              | 99-121                                     | 108-114                                    | Denver                                     | 103-122                                    | 121-132                                    | 103-129                                    | 93-129                                     |                                            |
| Brooklyn            | 112-111 (OT)                               | 105-94                                     | Minnesota                                  | 113-138                                    | 117-116                                    | 102-128                                    | 105-116                                    |                                            |
| New York            | 121-106                                    | 103-119                                    | Oklahoma City                              | 107-130                                    | 111-145                                    | 106-133                                    | 114-123                                    |                                            |
| Philadelphie        | 111-114                                    | 122-126                                    | Portland                                   | 112-114                                    | 133-126 (OT)                               | 141-99                                     | 120-122                                    |                                            |
| Toronto             | 118-126                                    | 109-118                                    |                                            |                                            |                                            |                                            |                                            |                                            |
| Division            | 3-7 (Domicile : 2-3; Extérieur : 1-4)      | 3-7 (Domicile : 2-3; Extérieur : 1-4)      | Division                                   | 3-13 (Domicile : 2-6; Extérieur : 1-7)     | 3-13 (Domicile : 2-6; Extérieur : 1-7)     | 3-13 (Domicile : 2-6; Extérieur : 1-7)     | 3-13 (Domicile : 2-6; Extérieur : 1-7)     | 3-13 (Domicile : 2-6; Extérieur : 1-7)     |
| Division Centrale   | Division Centrale                          | Division Centrale                          | Division Pacifique                         | Division Pacifique                         | Division Pacifique                         | Division Pacifique                         | Division Pacifique                         | Division Pacifique                         |
| Équipe              | Domicile                                   | Extérieur                                  | Équipe                                     | Domicile                                   | Domicile                                   | Extérieur                                  | Extérieur                                  | Extérieur                                  |
| Chicago             | 97-111                                     | 135-126                                    | Golden State                               | 86-127                                     | 131-128                                    | 103-114                                    |                                            |                                            |
| Cleveland           | 91-120                                     | 113-124                                    | L.A. Clippers                              | 116-120 (OT)                               |                                            | 105-116                                    | 107-144                                    | 111-130                                    |
| Detroit             | 106-134                                    | 126-119                                    | L.A. Lakers                                | 104-105                                    | 131-119                                    | 118-124                                    | 113-132                                    |                                            |
| Indiana             | 111-112                                    | 112-140                                    | Phoenix                                    | 112-120                                    | 126-134                                    | 106-114                                    | 127-135 (OT)                               |                                            |
| Milwaukee           | 110-125                                    | 100-123                                    | Sacramento                                 | 96-113                                     | 101-118                                    | 117-121                                    | 97-141                                     |                                            |
| Division            | 2-8 (Domicile : 0-5; Extérieur : 2-3)      | 2-8 (Domicile : 0-5; Extérieur : 2-3)      | Division                                   | 2-17 (Domicile : 2-7; Extérieur : 0-10)    | 2-17 (Domicile : 2-7; Extérieur : 0-10)    | 2-17 (Domicile : 2-7; Extérieur : 0-10)    | 2-17 (Domicile : 2-7; Extérieur : 0-10)    | 2-17 (Domicile : 2-7; Extérieur : 0-10)    |
| Division Sud-Est    | Division Sud-Est                           | Division Sud-Est                           | Division Sud-Ouest                         | Division Sud-Ouest                         | Division Sud-Ouest                         | Division Sud-Ouest                         | Division Sud-Ouest                         | Division Sud-Ouest                         |
| Équipe              | Domicile                                   | Extérieur                                  | Équipe                                     | Domicile                                   | Domicile                                   | Extérieur                                  | Extérieur                                  | Extérieur                                  |
| Atlanta             | 121-124                                    | 134-147                                    | Dallas                                     | 115-113                                    | 94-106                                     | 102-110                                    |                                            |                                            |
| Charlotte           | 112-117                                    | 106-110                                    | Houston                                    | 124-115                                    | 110-121                                    | 105-143                                    |                                            |                                            |
| Miami               | 92-97                                      | 136-100                                    | Memphis                                    | 124-126                                    | 103-140                                    | 103-125                                    | 115-122                                    |                                            |
| Orlando             | 113-99                                     | 105-92                                     | New Orleans                                | 121-128                                    |                                            | 123-136                                    | 119-123 (OT)                               |                                            |
| Washington          | 128-112                                    | 122-125                                    | San Antonio                                | 88-106                                     | 115-128                                    | 111-110                                    | 118-126                                    |                                            |
| Division            | 4-6 (Domicile : 2-3; Extérieur : 2-3)      | 4-6 (Domicile : 2-3; Extérieur : 2-3)      | Division                                   | 3-14 (Domicile : 2-7; Extérieur : 1-7)     | 3-14 (Domicile : 2-7; Extérieur : 1-7)     | 3-14 (Domicile : 2-7; Extérieur : 1-7)     | 3-14 (Domicile : 2-7; Extérieur : 1-7)     | 3-14 (Domicile : 2-7; Extérieur : 1-7)     |
| Conférence          | 9-21 (Domicile : 4-11; Extérieur : 5-10)   | 9-21 (Domicile : 4-11; Extérieur : 5-10)   | Conférence                                 | 8-44 (Domicile : 6-20; Extérieur : 2-24)   | 8-44 (Domicile : 6-20; Extérieur : 2-24)   | 8-44 (Domicile : 6-20; Extérieur : 2-24)   | 8-44 (Domicile : 6-20; Extérieur : 2-24)   | 8-44 (Domicile : 6-20; Extérieur : 2-24)   |
| Total               | 17-65 (Domicile : 10-31; Extérieur : 7-34) | 17-65 (Domicile : 10-31; Extérieur : 7-34) | 17-65 (Domicile : 10-31; Extérieur : 7-34) | 17-65 (Domicile : 10-31; Extérieur : 7-34) | 17-65 (Domicile : 10-31; Extérieur : 7-34) | 17-65 (Domicile : 10-31; Extérieur : 7-34) | 17-65 (Domicile : 10-31; Extérieur : 7-34) | 17-65 (Domicile : 10-31; Extérieur : 7-34) |

## Classements

### Saison régulière
| Conférence Ouest | Conférence Ouest                    | Conférence Ouest | Conférence Ouest | Conférence Ouest | Conférence Ouest | Conférence Ouest | Conférence Ouest |
| No               | Franchise                           | Vic.             | Def.             | MJ               | V/D              | GB               |                  |
| ---------------- | ----------------------------------- | ---------------- | ---------------- | ---------------- | ---------------- | ---------------- | ---------------- |
| 1                | Thunder d'Oklahoma City - c         | 68               | 14               | 82               | .829             | –                |                  |
| 2                | Rockets de Houston - y              | 52               | 30               | 82               | .634             | 16               |                  |
| 3                | Lakers de Los Angeles - y           | 50               | 32               | 82               | .610             | 18               |                  |
| 4                | Nuggets de Denver - x               | 50               | 32               | 82               | .610             | 18               |                  |
| 5                | Clippers de Los Angeles - x         | 50               | 32               | 82               | .610             | 18               |                  |
| 6                | Timberwolves du Minnesota - x       | 49               | 33               | 82               | .598             | 19               |                  |
|                  |                                     |                  |                  |                  |                  |                  |                  |
| 7                | Warriors de Golden State - x        | 48               | 34               | 82               | .585             | 20               |                  |
| 8                | Grizzlies de Memphis - x            | 48               | 34               | 82               | .585             | 20               |                  |
| 9                | Kings de Sacramento - pi            | 40               | 42               | 82               | .488             | 28               |                  |
| 10               | Mavericks de Dallas - pi            | 39               | 43               | 82               | .476             | 29               |                  |
|                  |                                     |                  |                  |                  |                  |                  |                  |
| 11               | Suns de Phoenix - o                 | 36               | 46               | 82               | .439             | 32               |                  |
| 12               | Trail Blazers de Portland - o       | 36               | 46               | 82               | .439             | 32               |                  |
| 13               | Spurs de San Antonio - o            | 34               | 48               | 82               | .415             | 34               |                  |
| 14               | Pelicans de La Nouvelle-Orléans - o | 21               | 61               | 82               | .256             | 47               |                  |
| 15               | Jazz de l'Utah - o                  | 17               | 65               | 82               | .207             | 51               |                  |

| Division Nord-Ouest           | V  | D  | MJ | V/D  | GB | Dom   | Ext   | Neu | Div  |
| ----------------------------- | -- | -- | -- | ---- | -- | ----- | ----- | --- | ---- |
| Thunder d'Oklahoma City - c   | 68 | 14 | 82 | .829 | –  | 35-6  | 32-8  | 1-0 | 12-4 |
| Nuggets de Denver - x         | 50 | 32 | 82 | .610 | 18 | 26-15 | 24-17 | 0-0 | 8-8  |
| Timberwolves du Minnesota - x | 49 | 33 | 82 | .598 | 19 | 25-16 | 24-17 | 0-0 | 11-5 |
| Trail Blazers de Portland - o | 36 | 46 | 82 | .439 | 32 | 22-19 | 14-27 | 0-0 | 6-10 |
| Jazz de l'Utah - o            | 17 | 65 | 82 | .207 | 51 | 10-31 | 7-34  | 0-0 | 3-13 |

### NBA In-Season Tournament
| Rang | Équipe                  | %    | J | G | P | Pp  | Pc  | Diff |
| ---- | ----------------------- | ---- | - | - | - | --- | --- | ---- |
| 1    | Thunder d'Oklahoma City | .750 | 4 | 3 | 1 | 437 | 392 | 45   |
| 2    | Suns de Phoenix         | .750 | 4 | 3 | 1 | 434 | 404 | 30   |
| 3    | Lakers de Los Angeles   | .500 | 4 | 2 | 2 | 437 | 461 | -24  |
| 4    | Spurs de San Antonio    | .500 | 4 | 2 | 2 | 446 | 443 | 3    |
| 5    | Jazz de l'Utah          | .000 | 4 | 0 | 4 | 451 | 505 | -54  |

|  | Quarts de finale                     | Quarts de finale                 | Quarts de finale                 | Quarts de finale                 |                         |                         | Demi-finales                     | Demi-finales                     | Demi-finales                     | Demi-finales                     |  |  | Finale                           | Finale                           | Finale                           | Finale                           |
|  |                                      |                                  |                                  |                                  |                         |                         |                                  |                                  |                                  |                                  |  |  |                                  |                                  |                                  |                                  |
|  | 10 décembre 2024 – Milwaukee, WI     | 10 décembre 2024 – Milwaukee, WI | 10 décembre 2024 – Milwaukee, WI | 10 décembre 2024 – Milwaukee, WI |                         |                         | 14 décembre 2024 – Las Vegas, NV | 14 décembre 2024 – Las Vegas, NV | 14 décembre 2024 – Las Vegas, NV | 14 décembre 2024 – Las Vegas, NV |  |  | 17 décembre 2024 – Las Vegas, NV | 17 décembre 2024 – Las Vegas, NV | 17 décembre 2024 – Las Vegas, NV | 17 décembre 2024 – Las Vegas, NV |
|  | 10 décembre 2024 – Milwaukee, WI     | 10 décembre 2024 – Milwaukee, WI | 10 décembre 2024 – Milwaukee, WI | 10 décembre 2024 – Milwaukee, WI |                         |                         | 14 décembre 2024 – Las Vegas, NV | 14 décembre 2024 – Las Vegas, NV | 14 décembre 2024 – Las Vegas, NV | 14 décembre 2024 – Las Vegas, NV |  |  | 17 décembre 2024 – Las Vegas, NV | 17 décembre 2024 – Las Vegas, NV | 17 décembre 2024 – Las Vegas, NV | 17 décembre 2024 – Las Vegas, NV |
|  | Bucks de Milwaukee                   | Bucks de Milwaukee               | 114                              | 114                              |                         |                         | 14 décembre 2024 – Las Vegas, NV | 14 décembre 2024 – Las Vegas, NV | 14 décembre 2024 – Las Vegas, NV | 14 décembre 2024 – Las Vegas, NV |  |  | 17 décembre 2024 – Las Vegas, NV | 17 décembre 2024 – Las Vegas, NV | 17 décembre 2024 – Las Vegas, NV | 17 décembre 2024 – Las Vegas, NV |
|  | Bucks de Milwaukee                   | Bucks de Milwaukee               | 114                              | 114                              |                         |                         | 14 décembre 2024 – Las Vegas, NV | 14 décembre 2024 – Las Vegas, NV | 14 décembre 2024 – Las Vegas, NV | 14 décembre 2024 – Las Vegas, NV |  |  | 17 décembre 2024 – Las Vegas, NV | 17 décembre 2024 – Las Vegas, NV | 17 décembre 2024 – Las Vegas, NV | 17 décembre 2024 – Las Vegas, NV |
|  | Magic d'Orlando                      | Magic d'Orlando                  | 109                              | 109                              |                         |                         | 14 décembre 2024 – Las Vegas, NV | 14 décembre 2024 – Las Vegas, NV | 14 décembre 2024 – Las Vegas, NV | 14 décembre 2024 – Las Vegas, NV |  |  | 17 décembre 2024 – Las Vegas, NV | 17 décembre 2024 – Las Vegas, NV | 17 décembre 2024 – Las Vegas, NV | 17 décembre 2024 – Las Vegas, NV |
|  | Magic d'Orlando                      | Magic d'Orlando                  | 109                              | 109                              | Bucks de Milwaukee      | Bucks de Milwaukee      | 110                              | 110                              |                                  |                                  |  |  | 17 décembre 2024 – Las Vegas, NV | 17 décembre 2024 – Las Vegas, NV | 17 décembre 2024 – Las Vegas, NV | 17 décembre 2024 – Las Vegas, NV |
|  | 11 décembre 2024 – New York, NY      |                                  |                                  |                                  | Bucks de Milwaukee      | Bucks de Milwaukee      | 110                              | 110                              |                                  |                                  |  |  | 17 décembre 2024 – Las Vegas, NV | 17 décembre 2024 – Las Vegas, NV | 17 décembre 2024 – Las Vegas, NV | 17 décembre 2024 – Las Vegas, NV |
|  |                                      |                                  | Hawks d'Atlanta                  | Hawks d'Atlanta                  | 102                     | 102                     |                                  |                                  |                                  |                                  |  |  | 17 décembre 2024 – Las Vegas, NV | 17 décembre 2024 – Las Vegas, NV | 17 décembre 2024 – Las Vegas, NV | 17 décembre 2024 – Las Vegas, NV |
|  | Knicks de New York                   | Knicks de New York               | Hawks d'Atlanta                  | Hawks d'Atlanta                  | 102                     | 102                     | 100                              | 100                              |                                  |                                  |  |  | 17 décembre 2024 – Las Vegas, NV | 17 décembre 2024 – Las Vegas, NV | 17 décembre 2024 – Las Vegas, NV | 17 décembre 2024 – Las Vegas, NV |
|  | Knicks de New York                   | Knicks de New York               | 14 décembre 2024 – Las Vegas, NV |                                  |                         |                         | 100                              | 100                              |                                  |                                  |  |  | 17 décembre 2024 – Las Vegas, NV | 17 décembre 2024 – Las Vegas, NV | 17 décembre 2024 – Las Vegas, NV | 17 décembre 2024 – Las Vegas, NV |
|  | Hawks d'Atlanta                      | Hawks d'Atlanta                  | 108                              | 108                              |                         |                         |                                  |                                  |                                  |                                  |  |  | 17 décembre 2024 – Las Vegas, NV | 17 décembre 2024 – Las Vegas, NV | 17 décembre 2024 – Las Vegas, NV | 17 décembre 2024 – Las Vegas, NV |
|  | Hawks d'Atlanta                      | Hawks d'Atlanta                  | 108                              | 108                              | Bucks de Milwaukee      | Bucks de Milwaukee      | 97                               | 97                               |                                  |                                  |  |  |                                  |                                  |                                  |                                  |
|  | 10 décembre 2024 – Oklahoma City, OK |                                  |                                  |                                  | Bucks de Milwaukee      | Bucks de Milwaukee      | 97                               | 97                               |                                  |                                  |  |  |                                  |                                  |                                  |                                  |
|  |                                      |                                  | Thunder d'Oklahoma City          | Thunder d'Oklahoma City          | 81                      | 81                      |                                  |                                  |                                  |                                  |  |  |                                  |                                  |                                  |                                  |
|  | Thunder d'Oklahoma City              | Thunder d'Oklahoma City          | Thunder d'Oklahoma City          | Thunder d'Oklahoma City          | 81                      | 81                      | 118                              | 118                              |                                  |                                  |  |  |                                  |                                  |                                  |                                  |
|  | Thunder d'Oklahoma City              | Thunder d'Oklahoma City          |                                  |                                  |                         |                         |                                  |                                  |                                  |                                  |  |  |                                  |                                  |                                  |                                  |
|  | Mavericks de Dallas                  | Mavericks de Dallas              | 104                              | 104                              |                         |                         |                                  |                                  |                                  |                                  |  |  |                                  |                                  |                                  |                                  |
|  | Mavericks de Dallas                  | Mavericks de Dallas              | 104                              | 104                              | Thunder d'Oklahoma City | Thunder d'Oklahoma City | 111                              | 111                              |                                  |                                  |  |  |                                  |                                  |                                  |                                  |
|  | 11 décembre 2024 – Houston, TX       |                                  |                                  |                                  | Thunder d'Oklahoma City | Thunder d'Oklahoma City | 111                              | 111                              |                                  |                                  |  |  |                                  |                                  |                                  |                                  |
|  |                                      |                                  | Rockets de Houston               | Rockets de Houston               | 96                      | 96                      |                                  |                                  |                                  |                                  |  |  |                                  |                                  |                                  |                                  |
|  | Rockets de Houston                   | Rockets de Houston               | Rockets de Houston               | Rockets de Houston               | 96                      | 96                      | 91                               | 91                               |                                  |                                  |  |  |                                  |                                  |                                  |                                  |
|  | Rockets de Houston                   | Rockets de Houston               |                                  |                                  |                         |                         |                                  | 91                               |                                  |                                  |  |  |                                  |                                  |                                  |                                  |
|  | Warriors de Golden State             | Warriors de Golden State         | 90                               | 90                               |                         |                         |                                  |                                  |                                  |                                  |  |  |                                  |                                  |                                  |                                  |
|  | Warriors de Golden State             | Warriors de Golden State         | 90                               | 90                               |                         |                         |                                  |                                  |                                  |                                  |  |  |                                  |                                  |                                  |                                  |
|  |                                      |                                  |                                  |                                  |                         |                         |                                  |                                  |                                  |                                  |  |  |                                  |                                  |                                  |                                  |